# Glenvil
Glenvil ist ein Dorf (Village) im Clay County im Süden von Nebraska, Vereinigte Staaten. Das U.S. Census Bureau hat bei der Volkszählung 2020 eine Einwohnerzahl von 260 ermittelt.

## Geschichte

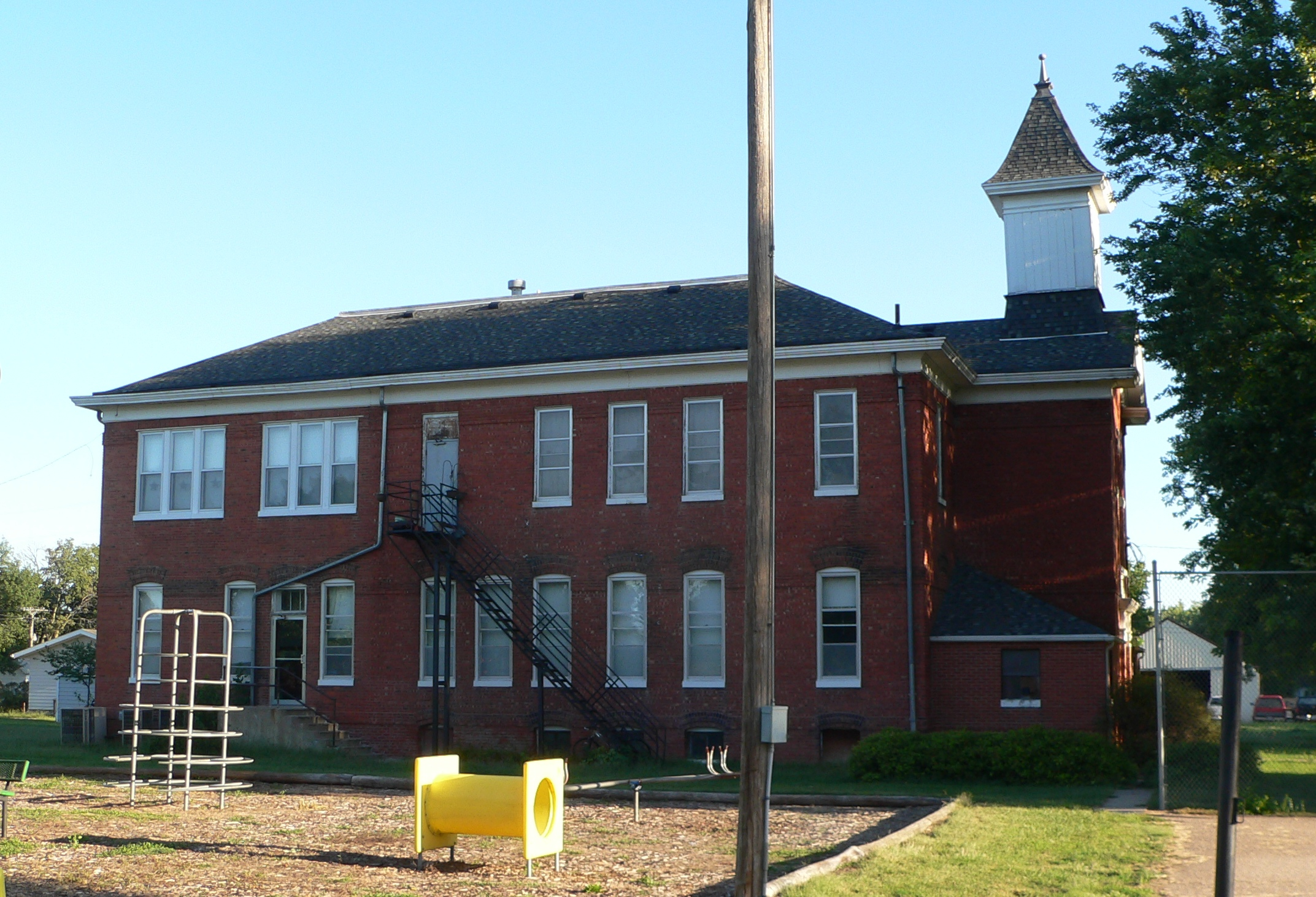

Glenvil wurde 1872 gegründet, als die St. Joseph and Denver City Railroad ihr Streckennetz durch dieses Gebiet erweiterte. Der Ortsname wurde nach einer alphabetischen Liste vergeben. Das erste Postamt eröffnete 1873.
In Glenvil steht mit dem Schulhaus von 1903 (Glenville School) ein Gebäude das im National Register of Historic Places eingetragen wurde.

## Geografie
Das Dorf liegt im Westen des Countys, an der Grenze zum Adams County. Die nächstgelegene größere Stadt ist Hastings (18 km nordwestlich).

## Verkehr
Der Ort ist vom Norden über den U.S. Highway 6, vom Westen über den U.S. Highway 281 und vom Süden über den Nebraska Highway 74 zu erreichen, die in unmittelbarer Nähe vorbeiführen.
Der nächstgelegene Flugplatz ist der Hastings Municipal Airport.